# Professional Diving Instructors Corporation
Professional Diving Instructors Corporation (PDIC International) ist eine international tätige Tauchorganisation mit Sitz in Largo, Florida. Sie wurde 1969 in Monterey, Kalifornien, USA gegründet um einheitliche Standards für die Tauchlehrerausbildung zu schaffen.

## Geschichte
Ed und Ruth Brawley gründeten die damals noch unter „Professional Diving Instructors College“ 1969 als erste Schule für Tauchlehrer in den USA. In den frühen 80ern wurde PDIC von der Familie Murphy übernommen, die den Namen in „Professional Diving Instructors Corporation“ änderte. Sie expandierten International und führten den Verband über 2 Generationen.
2011 wurde PDIC von Tom Leaird gekauft, der 2008 bereits SEI Diving („Scuba Educators International“), einen Tauchverband, welcher aus dem YMCA-Tauchprogramm hervorgegangen war, mitbegründet hatte. Seit 2020 firmieren PDIC und SEI Diving gemeinsam unter dem Namen "SCUBA Educators". Der Firmensitz wurde nach Florida verlegt. 
Im Jahr 2019 wurden von PDIC Taucher in 24 Ländern ausgebildet.

## Internationale Zusammenarbeit
PDIC Intl ist ein Gründungsmitglied des RSTC US, das als Teil des WRSTC („World Recreational Scuba Training Council“) als Organisation für einheitliche Standards in der Tauchausbildung mit einer Vielzahl von internationalen Tauchverbänden Richtlinien erarbeitet.
Tom Leaird wurde 2017 zum Vorsitzenden des RSTC US und PDIC stellt seit 2017 auch CMAS-Zertifikate in den USA aus.
SEI verfügt über weitreichende ISO-Zertifizierungen für die Ausbildung.

## Ausbildung
Taucher
- Snorkeling for Families
- I tried Scuba Scuba Introduction
- OPEN WATER DIVER (Autonomous Diver)
- Diver Refreshed
- ADVANCED OPEN WATER DIVER Level 2
- ADVANCED OPEN WATER DIVER Level 3
- DRAM RESCUE DIVER
- MASTER DIVER

Spezialkurse
- Dry Suit Diver
- Equipment Services
- Nitrox Diver
- Night Diver
- Coral Reef Ecology
- Crime Scene Investigation Diver
- Ice Diver
- Underwater Hunter
- Underwater Navigation
- Search and Recovery Diver
- Deep Diver 40m

Professionelle Kurse
- Dive Supervisor
- Assistant Instructor
- Instructor
- Instructor Crossover
- Instructor Trainer
- Course Director